# Memòria a llarg termini
La memòria a llarg termini és l'etapa final del model de funcionament de la memòria humana proposat per Atkinson i Shiffrin, en la qual les dades d'informació resten emmagatzemades durant llargs períodes. A diferència de la memòria a curt termini o la memòria de treball, que són uns tipus de memòria en què les dades només romanen uns 20 o 30 segons, en la memòria a llarg termini les dades poden romandre indefinidament.
Segons Mazur (2006), la memòria a llarg termini es pot anomenar també memòria de referència, perquè una persona pot recuperar dades d'aquesta memòria com a referència per fer gairebé qualsevol tasca.
Aquesta teoria subdivideix la memòria a llarg termini en dos tipus principals:
- la memòria explícita o declarativa, que inclou tres subtipus:

la memòria episòdica
la memòria semàntica
la memòria autobiogràfica
- la memòria implícita o procedimental

No tots els psicòlegs entenen l'existència de la memòria a llarg termini com una part d'un sistema dual: per exemple, el model de memòria associativa la interpreta com formant part d'un únic sistema de memòria.

## Els models de memòria dual
En psicologia hi ha hagut diversos models explicatius sobre el funcionament de la memòria, els quals parteixen de la idea que existeixen dos nivells de funcionament: un que emmagatzema dades a curt termini i un altre que emmagatzema dades per fer-les servir a llarg termini.
George Armitage Miller va ser un dels primers a parlar d'aquesta dualitat i, el 1956, va proposar basant-se en alguns estudis que la memòria a curt termini estava limitada a un determinat nombre de chunks d'informació, mentre que la memòria a llarg termini és un arxiu sense límit de capacitat.
Atkinson i Shiffrin van començar proposant un model de tres nivells (1968), el primer dels quals era la memòria sensorial. Anys més tard Shiffrin va rectificar passant a un model dual incloent els registres sensorials dins de la memòria a curt termini.Segons la seva proposta els records estan en la memòria a curt termini durant un breu temps i allà un regulador ("buffer") decideix si cal passar les dades a l'arxiu de la memòria a llarg termini on s'enforteixen els enllaços neuronals amb altra informació ja existent. Quan els ítems són presentats per primera vegada, entren dins la memòria a curt termini, però a causa de la seva capacitat limitada, cada nou ítem que arriba desplaça els anteriors, els quals poden ser expulsats, és a dir, desapareixen de la memòria, si no és que es reactiven i s'usen. Amb la pràctica i l'ús dels records els enllaços es reforcen i en lloc de desaparèixer el regulador els envia cap a la memòria a llarg termini. Com més temps estan a la memòria a curt termini més probable és que passin a formar part de la memòria a llarg termini.
El 1974 Baddeley i Hitch van proposar un altre sistema dual per explicar el funcionament de la memòria. Segons la seva teoria, la memòria a curt termini es divideix en diversos sistemes encadenats tenint en compte els diferents tipus de dades i un control executiu supervisa quins ítems entren i surten d'aquests sistemes basant-se en allò que és útil a cada individu per a fer un treball. Els sistemes encadenats a la memòria de treball són: un bucle fonològic, el sistema d'esbossos de representació visoespacials i el regulador episòdic.

## Codificació de la informació
Baddeley, entre altres investigadors, afirma que la memòria a llarg termini codifica la informació semànticament per poder-la emmagatzemar. Pel que fa a la visió, la informació ha de passar per la memòria de treball abans que pugui ser emmagatzemada en la memòria a llarg termini. Això es pot demostrar pel fet que la velocitat amb què la informació és emmagatzemada en la memòria a llarg termini ve determinada per la quantitat d'informació que pot anar bé a cada un dels passos que realitzem durant una tasca visual amb la memòria de treball. En altres paraules, com més gran sigui la capacitat de treball de la memòria en relació amb determinats estímuls, més ràpidament s'aprendrà o memoritzaran les dades.
La consolidació sinàptica és el procés pel qual les dades són transferides des de la memòria a curt termini cap a la memòria a llarg termini. En els primers minuts o hores després d'adquirir continguts nous, el rastre de la memòria passa a ser codificat amb sinapsis, fent-se resistent, però no immune, a la interferència d'altres dades externes.
Per tal d'evitar el defalliment o la desaparició dels records de dades en la memòria a llarg termini, cal fer activitats de manteniment, recuperant les dades de tant en tant. Aquests exercicis han de consistir en el fet que la persona recuperi dades de la seva memòria amb intervals de temps que aniran augmentant d'acord amb el principi de la repetició espaiada. Això pot passar de manera natural amb una reflexió o esforçant-se per recordar dades de manera deliberada (un procés també anomenat recapitulació), i sovint depenent de la importància que cada individu doni a les dades que es volen fixar en la memòria.

### El son
Algunes teories consideren el son un factor important per a establir records ben organitzats en la memòria a llarg termini i en la consolidació de nous records.
Segons la teoria proposada per E. Tarnow, els records a llarg termini són emmagatzemats en format somni (sobre la base dels descobriments fets per Penfield i Rasmussen, que l'excitació elèctrica del còrtex cerebral dona lloc a experiències similars als somnis). Mentre estem desperts, una funció executiva interpreta i comprova si la memòria a llarg termini és consistent amb la realitat (Tarnow, 2003). La informació desada a la memòria, no importa com s'hagi aprés, pot afectar la realització d'una tasca en particular sense que el subjecte sigui conscient que fa servir la memòria. Es creu que els rastres de les noves adquisicions de la memòria declarativa són reactivats durant la fase NREM del son per promoure la seva transferència de l'hipocamp al neocòrtex per formar part de la memòria a llarg termini. Les dades de la memòria declarativa es recorden millor si la recuperació de la memòria es fa després de la fase II del son (sense moviment ràpid dels ulls). La reactivació de la memòria mentre es dorm pot portar a canvis sinàptics duradors en determinades xarxes neuronals. És el darrer pic en l'oscil·lació de l'encefalograma, durant l'activitat baixa i les ones delta durant la fase NREM, quan el cervell està enfeinat en la consolidació de la memòria declarativa. Quan els aprenentatges es fan després de dormir, s'observa que els pics en l'encefalograma estan redistribuïts, ja que l'activitat neuronal es manté dins les oscil·lacions lentes. Es creu que aquests pics que marca l'encefalograma mentre es dorm reflecteixen el moment en què hi ha canvis sinàptics, els canvis que contribueixen a la consolidació de la memòria.
La funció de dormir en relació amb les tasques de reconeixement d'objectes és una activitat comparable a les tasques que típicament s'apliquen per avaluar la memòria declarativa en els humans: és una activitat d'un sol intent, depenent de l'hipocamp, no causant d'estrès mental i pot repetir-se dins del mateix animal.La privació del son redueix els nivells d'alerta o capacitat d'atenció, afectant l'eficiència de determinades funcions cognitives, com ara l'aprenentatge i la memòria.

## Divisions de la memòria a llarg termini
El cervell no emmagatzema records en una única estructura. Es creu que hi ha regions del cervell especialitzades en l'emmagatzematge de diferents tipus de memòria. La memòria a llarg termini se subdivideix en dos grans tipus: la memòria explícita i la memòria implícita.

### La memòria explícita

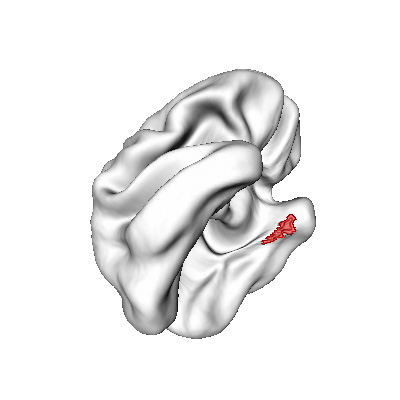
Dibuix del còrtex entorrinal (ento = 'interior', rhino = 'nas', entorrinal = 'interior al solc rinal'), on es codifica la memòria declarativa

La memòria explícita o memòria declarativa es refereix a tots aquells records als quals s'accedeix de manera conscient. Aquests estan codificats a l'hipocamp, al còrtex entorrinal i al còrtex perirrinal, però poden ser consolidats i emmagatzemats en qualsevol altre lloc del cervell. Encara que la localització precisa d'aquest emmagatzematge és desconeguda, s'ha proposat el còrtex temporal com a lloc més probable. Les investigacions de Meulemans i Van der Linden (2003) van trobar que els pacients amnèsics amb lesió al lòbul medial temporal obtenien pitjors resultats en les proves d'aprenentatge explícit que els subjectes sans. En canvi, aquests pacients amnèsics obtenien el mateix nivell de resultats que els subjectes sans quan s'aplicaven tests per avaluar l'aprenentatge implícit.
La memòria declarativa té tres subdivisions principals:
- La memòria episòdica

Es refereix al record de fets específics que van passar en un moment concret. Alguns exemples de memòria episòdica seria recordar el nom d'algú o recordar el que va passar la darrera vegada que et vas trobar amb aquella persona coneguda. Els experiments fets per Spaniol i els seus col·laboradors indiquen que els adults de més edat tenen una pitjor memòria episòdica que els adults més joves i això és degut al fet que la memòria episòdica requereix recordar, a més, el context.
- La memòria semàntica

Es refereix al coneixement d'informació objectiva, com ara el significat de les paraules. La memòria semàntica és una informació independent, com la informació que es demana quan es fa un examen. En contrast amb la memòria episòdica, els adults de més edat i els adults més joves no mostren gaire diferència pel que fa a la memòria semàntica, probablement perquè la memòria semàntica no depèn de la memòria contextual.
- La memòria autobiogràfica

Es refereix als records d'experiències personals relacionats amb la vida de cadascú. Encara que semblant a la memòria episòdica, en difereix en el fet que conté només aquelles experiències que pertanyen directament a l'individu i s'han acumulat al llarg de la seva vida. Conway i Pleydell-Pearce (2000) opinen que aquest és un component del sistema d'automemòria.

### La memòria implícita

El cos estriat, en taronja el tàlem i el putamen amb el nucli caudat en lila; les regions del cervell relacionades amb la memòria procedimental

La memòria implícita o procedimental es refereix a l'ús d'objectes o moviments del cos, com ara la manera exacta de fer servir un llapis, conduir un cotxe o muntar en bicicleta. Aquest tipus de memòria es codifica, i potser també s'emmagatzema, al cos estriat i altres regions dels ganglis basals. Es creu que els ganglis basals són mediadors entre la memòria procedimental i altres parts del cervell i que és força independent de l'hipocamp. Les investigacions realitzades per Manelis, Hanson i Hanson (2011) van trobar que la reactivació de les regions parietal i occipital estaven associades amb la memòria implícita.La memòria procedimental és considerada una memòria no declarativa o memòria inconscient, i inclou diverses capes d'aprenentatge no associatiu. Alguns autors distingeixen entre la memòria procedimental i el condicionament.

### Altres distincions
Entre altres categories de memòria que s'han proposat com a relacionades amb la memòria a llarg termini cal esmentar:
- La memòria emocional, una memòria que es fa servir per a evocar emocions particularment intenses. El seu abast implicaria processos pertanyents tant a la memòria declarativa com a la memòria procedimental. Els records emocionals es poden evocar de manera conscient, però provoquen fortes reaccions en l'inconscient. Les investigacions indiquen que l'amígdala està molt activa durant situacions emocionals i actua juntament amb l'hipocamp i el còrtex prefrontal en la codificació i consolidació d'esdeveniments emocionals.[26][27]

## Trastorns de la memòria
Diàriament succeeixen lapsus de memòria, petites fallades sense gaire importància, les quals s'incrementen amb l'edat, amb les malalties o quan el subjecte es veu sotmès a situacions de pressió (estrès). Per altra banda, algunes dones experimenten aquests lapsus de memòria al començament de la menopausa. En general, els problemes més greus relacionats amb la memòria són causats per una lesió al cervell o per una malaltia degenerativa d'aquest òrgan.

### Lesions cerebrals
Bona part del que se sap sobre la memòria són estudis que han partit de l'estudi de les conseqüències d'una lesió cerebral en rates i en primats o en lesions accidentals en persones. Un dels casos més coneguts és el de Henry Molaison, al qual en un intent de curar la seva epilèpsia, se li van extirpar parts de l'hipocamp, el còrtex parahipocampal i teixits del voltant. El resultat és que va adquirir amnèsia anterògrada total i amnèsia retrògrada parcial.

### Malalties neurodegeneratives
Moltes malalties neurodegeneratives poden causar pèrdua de memòria, entre les més estudiades estan: l'Alzheimer, el Parkinson, el Huntington, la demència, el TDAH i l'esclerosi múltiple. Cap d'aquestes malalties és una malaltia específica de la memòria, tot i que generalment causen problemes en la facultat de recordar o emmagatzemar records. Actualment els danys que causen acostumen a ser irreversibles, però la investigació en cèl·lules mare, psicofàrmacs i enginyeria genètica fan pensar que no sempre serà així.
Els malalts d'Alzheimer tenen símptomes com ara perdre momentàniament el record d'una ruta per on acostumen a anar, deixar les seves coses en llocs desacostumats perquè no recorden el lloc habitual o memòries distorsionades de fets passats. Els investigadors acostumen a fer servir el paradigma de Deese Roediger i McDermott (DRM) per a estudiar els efectes de l'Alzheimer en la memòria. Aquest paradigma presenta una llista de paraules relacionades amb un tema, la paraula del qual no se'ls dona. Sorprenentment els pacients d'Alzheimer recorden la paraula del tema com si formés part de la llista de paraules que se'ls ha donat. Això fa pensar que hi hagi un possible enllaç entre la codificació a llarg termini i l'augment de la falsa memòria. Els pacients acaben confiant més en l'essència de la informació que en les pròpies paraules. L'Alzheimer porta a una inflamació incontrolada causada per l'acumulació d'amiloides, la qual acaba amb la mort de les cèl·lules cerebrals. Això empitjora amb el temps i porta a un declivi cognitiu, després d'una pèrdua total de la memòria. La pioglitazona és una substància que pot millorar el funcionament cognitiu, incloent la memòria.
Els malalts de Parkinson tenen problemes amb el funcionament cognitiu, els afecta els lòbuls frontals i desemboca sovint en demència. Es creu que aquesta malaltia és causada per la degradació de la projecció de dopamina cap al mesocòrtex. S'ha proposat que l'hipocamp té molt a veure amb la memòria episòdica i espacial, cosa que coincideix amb el fet que els malalts de Parkinson tenen un hipocamp anormal i això els causa problemes de memòria a llarg termini. Generalment es fa servir una substància anomenada L-dopa per tal d'alleugerir els símptomes de la malaltia.
Els malalts d'esquizofrènia tenen problemes amb l'atenció i la funció executiva, cosa que afecta la consolidació de la memòria a llarg termini i la recuperació de records. No poden codificar o recuperar informació temporal de manera adequada, fet que els porta a tenir una conducta social poc apropiada. Tampoc poden usar la informació que tenen en la memòria de manera efectiva. El còrtex prefrontal, que en pacients d'esquizofrènia presenta estructures anormals, està relacionat amb el lòbul temporal i també amb l'hipocamp; això causa la seva dificultat per codificar o recuperar informació temporal (inclosa la memòria a llarg termini). L'esquizofrènia és difícil de tractar, els símptomes es poden controlar amb medicació, però com que molts esquizofrènics són també paranoics, creuen que la medicació és per a fer-los mal i no per a ajudar-los.

## Fonaments biològics a nivell cel·lular
La memòria a llarg termini, a diferència de la memòria a curt termini, depèn de la capacitat de construcció de noves proteïnes. Això esdevé quan el cos de la cèl·lula, en particular els transmissors, els receptors i les rutes per a noves sinapsis, reforcen la comunicació entre neurones. La producció de noves proteïnes és desencadenada amb l'alliberament de determinades substàncies senyal (per exemple el calci en les neurones de l'hipocamp) dins la cèl·lula. En el cas de les cèl·lules de l'hipocamp, aquest alliberament depèn de l'expulsió de magnesi (una molècula d'unió), que és expulsat quan s'envien senyals sinàptics repetits i significatius. L'expulsió temporal de magnesi allibera receptors NMDA, els quals aporten calci a la cèl·lula, un senyal que porta a la transcripció genètica i a la construcció de proteïnes de reforç.
Una de les noves proteïnes sintetitzades és fonamental per a mantenir la memòria a llarg termini. Aquesta proteïna és una forma de l'enzim cinasa, que s'activa autònomament i es coneix amb les sigles PKMζ. Aquesta proteïna manté l'activitat dependent que fa possible el reforç sinàptic. La inhibició de la PKMζ esborra els records establerts a llarg termini, sense afectar la memòria a curt termini, però, quan l'inhibidor s'elimina, es recupera l'habilitat per a codificar i desar nous records a llarg termini.
També la neurotrofina BDNF és una proteïna important per a la persistència de la memòria a llarg termini.
L'estabilització de canvis sinàptics ve determinat per un augment paral·lel d'estructures pre i postsinàptiques com són l'axó de la cèl·lula, el botó de l'axó o la densitat postsinàptica. A nivell molecular, un augment en el marc de proteïnes postsinàptiques PSD-95 i Homer1c ha mostrat tenir correlació amb l'estabilització d'ampliació sinàptica.

## Negació de la memòria a llarg termini
A causa d'algunes contradiccions en la teoria d'Atkinson i Shiffrin, alguns autors neguen l'existència de la memòria a llarg termini com a part d'un sistema dual i proposen que la memòria és un únic sistema.
Una de les contradiccions es va observar en un estudi i s'arribà a la conclusió que si durant l'experiment s'usen elements distractors, existeix un efecte recència quan es demana recordar una llista d'ítems i un efecte de contigüitat que afecten la memòria. El que passava era que la dada més recent, és a dir, la que portava menys temps a la memòria, en contra del predit per la teoria, era la que es recordava més fàcilment. El segon factor era el següent: després de presentar una llista de paraules aparellades i demanar a un subjecte que les memoritzés, donant-li prou de temps per fer-ho, a continuació se li ensenyava una altra llista que era l'element distractor i no calia que recordés. El resultat era que el subjecte recordava més fàcilment la segona llista, la de distracció, tot i que l'havia tingut menys temps, fet també contrari al predit per la teoria.
Un altre estudi va revelar que la quantitat de temps que un ítem pot romandre en la memòria a curt termini no és la clau que determina la força amb què pot passar a ser un record de la memòria a llarg termini. En canvi, quan el subjecte decideix activament recordar l'ítem relacionant-lo amb un significat, això sí que determina la força amb què serà desat a la memòria a llarg termini.
En conseqüència, s'ha proposat que la memòria és un únic sistema que funciona amb associacions entre ítems i el seu context. Segons aquest model (memòria associativa), el context serveix de pista per a la recuperació del record i l'efecte de recència ve causat per la importància del context. El record d'una cosa memoritzada recentment i el record passat un temps tenen el mateix efecte perquè la relativa similitud entre els contextos encara existeix. De la mateixa manera, l'efecte contigüitat continua passant perquè la contigüitat segueix existint entre contexts semblants independentment del temps.